# 마이클 앤서니
마이클 앤서니(영어: Michael Anthony, 1954년 6월 20일 ~ )는 현재 록 밴드 치킨풋과 서클의 베이시스트로 활동하고 있는 미국의 음악가이고, 앤서니는 이전에 반 헤일런의 베이시스트이자 백 보컬리스트이었다.
앤서니는 셱터 기타 리서치 베이스 기타 시리즈를 가지고 있으며 150개 이상의 베이스 기타를 소유하고 있다. 그리고 앤서니는 반 헤일런과 다른 연주자들과 함께 음악 경력을 쌓는 것 외에도, 매드 앤서니라는 이름의 핫 소스와 관련 제품들을 판매한다.